# 中川昌彦
中川 昌彦（なかがわ まさひこ、1988年7月15日 - ）は、日本の元ラグビー選手。

## プロフィール
- 大阪府大阪市出身。
- ポジションはプロップ(PR)。
- 身長 183cm、体重 115kg
- ニックネームはナカちゃん。
- U19日本代表に選ばれたことがある[1]。

## 略歴
13歳からラグビーを始める。 
2007年、東海大仰星高校卒業後、東海大学に入る。なお東海大仰星高校時代、高校日本代表に選ばれたことがある。また東海大学時代には3年の時に、第46回全国大学選手権で準優勝、4年時となる第47回の同大会でもベスト4をそれぞれ経験。
2011年、東海大学卒業後、神戸製鋼コベルコスティーラーズに加入。なお東海大学時代の同級生にはリーチマイケル、三上正貴、森川海斗らがいる。
2012年12月2日に行われたジャパンラグビートップリーグ第9節のNTTコミュニケーションズシャイニングアークス戦に途中出場で公式戦初出場を果たす。 
2018年、現役を引退した。